# 오카와촌 (이와테현)
오카와촌(大川村)은 1956년까지 이와테현 시모헤이군에 존속했던 촌이다. 현재의 이와이즈미정에 해당한다.

## 연혁
- 1889년 4월 1일 - 정촌제 시행과 함께 기타헤이군 오카와촌이 성립하였다.
- 1896년 3월 29일 - 기타헤이 군, 히가시헤이 군, 나카헤이 군이 합병해 시모헤이 군 우게이촌이 되었다.
- 1956년 9월 30일 - 이와이즈미정, 앗카촌, 우게이촌, 오모토촌과 합병해 새로운 이와이즈미정이 되었다.

## 참고서적
- 『이와테현 정촌 합병지』(이와테현 총무부 지방과, 1957년)

## 교통

### 철도
- 일본국유철도 오모토선